# Ononis cephalotes
Ononis cephalotes är en ärtväxtart som beskrevs av Pierre Edmond Boissier. Ononis cephalotes ingår i släktet puktörnen, och familjen ärtväxter. Inga underarter finns listade i Catalogue of Life.